# Comtat d'Anjou

Ubicació del Comtat d'Anjou

El Comtat d'Anjou, més tard ducat d'Anjou, fou una jurisdicció feudal de França fundada al segle IX amb capital a Angers, que comprenia la regió d'Anjou. Fou convertit en ducat el 1360 i incorporat finalment a la corona francesa el 1483.

## Història
El 845, Carles el Calb va nomenar per al càrrec de Forestier royal de la regió a l'est d'Angers un senyor de segona fila anomenat Tortulf, que va governar fins després del 851, en què el va succeir el seu fill Tertul, cap militar que va destacar en les lluites contra el rei bretó Erispoé i el 852 contra els nòrdics, per la qual cosa va rebre més possessions a Chateau Landon (Gatinais) i l'Orleanesat. Tertul va morir el 877 i el va succeir el seu fill Ingelger que, per la seva mare Peronel·la, estava emparentat amb Hug, l'abat duc de Nèustria, i principal personatge del regne. Va rebre el vescomtat d'Orleans i després la prefectura militar de Tours. Ingelger també es va emparentar amb els senyors de Buzancais i la seva dona li va portar en dot algunes terres (Chatillon sur Indre i una part del territori d'Amboise). El 879, el rei li va concedir la part oriental d'Anjou a l'est de Mayenna (l'oest pertanyia al comte Lambert de Nantes, però va ser conquerida pels bretons). Va morir el 888 i el va succeir el seu fill Folc I el Roig.
El 898, el rei va donar a Folc el vescomtat d'Angers (on va succeir a Hardrad) i la part occidental d'Anjou. La seva dona era Roscilla, filla de Garnier, senyor de Loches. Va rebre el títol de comte d'Anjou el 929, títol que van portar des de llavors els seus successors. En línia directa, aquesta primera dinastia es va extingir el 1060 i el comtat va passar a Jofré III el Barbut, comte de Gatinais, fill d'Ermengarda, germana del darrer comte, que va inaugurar la dinastia anomenada Plantagenet. Amb Enric, fill de Jofré V d'Anjou, aquesta dinastia va arribar al tron d'Anglaterra el 1154.

#### El pas a la corona reial i la dinastia Capet d'Anjou-Sicília
Confiscat pel rei Felip August de França, va pertànyer a la corona fins al 1237, en què el rei Lluís IX de França el va donar a son germà Carles I d'Anjou, comte de Provença per matrimoni, que va conquerir el Regne de Sicília. El 1282, la rebel·lió de Sicília en favor de Pere el Gran, rei de Catalunya-Aragó, coneguda amb el nom de Vespres sicilianes, li va prendre l'illa i de seguida Calàbria. Les lluites entre els Anjou i els catalans van durar 21 anys. Carles II d'Anjou, fill de Carles I, va ajustar la pau tres vegades amb els catalans, però només la darrera, el 1303, va ser definitiva. El 1290, Carles II va cedir els comtats d'Anjou i Maine a la seva filla Margarida d'Anjou com a dot al seu matrimoni amb Carles I de Valois (Carles III d'Anjou); a aquest, el va succeir (1325) el seu fill Felip que, el 1328, va arribar al tron de França (Felip VI) i hi incorporà ambdós comtats.
El 1331, el comtat d'Anjou fou cedit a Joan, segon fill de Felip VI de França, que el 1350 va pujar al tron de França (Joan II de França), i el 1351 el va cedir al seu segon fill Lluís I d'Anjou. El 1360, el comtat va ser convertit en ducat paeria. Lluís fou adoptat per la reina Joana I de Nàpols, que el va designar hereu, però abans d'arribar al país el tron va ser ocupat per l'anterior adoptat i hereu Carles de Durazzo (Carles III de Nàpols), i va morir el 30 de setembre de 1384. El va succeir el seu fill Lluís II, que el 1387 va ocupar el comtat de Provença als partidaris de Carles de Durazzo, i el 1389, mort Carles, va poder coronar-se rei de Nàpols, encara que al cap de deu anys va ser expulsat pels senyors del regne. El 1400, Lluís II es va casar amb Violant d'Aragó; el 1410, va tornar a Nàpols i va derrotar el rei Ladislau de Durazzo sense poder recuperar el tron. Va morir el 29 d'abril de 1417 i el va succeir el seu fill Lluís III d'Anjou, que va morir el 1434 i el va succeir el seu germà Renat d'Anjou, que va lluitar amb Alfons d'Aragó per la possessió de Nàpols, fins al 1442, quan Alfons es va imposar. Alfons, rei de Trinacria (Sicília) i de Sicília (Nàpols), va prendre el títol de rei de les Dues Sicílies. Renat va fixar la seva residència a Saumur, a l'Anjou, i després a Ais de Provença. A la seva mort, el 1480, i morts el seu fill Joan el 1471 i el seu net Nicolau el 1473, un nebot de Renat, Carles (fill de Carles del Maine, germà de Renat) es va proclamar rei nominal de Nàpols, duc d'Anjou i Maine, i comte de Provença, però va morir el 1481 i l'herència va correspondre al rei Lluís XI de França, i les possessions franceses, així com els presumptes drets sobre Nàpols després de la mort de Violant, filla de Renat, el 1483, restaren incorporades definitivament a la corona (fou donat, això no obstant, en apanatge).